# Hangviller
Hangviller település Franciaországban, Moselle megyében. Lakosainak száma 261 fő (2022. január 1.). Hangviller Zilling, Berling, Metting, Bust, Eschbourg, Vescheim, Pfalzweyer, Schœnbourg és Siewiller községekkel határos.

## Népesség
A település népességének változása:
| Lakosok száma | 354  | 304  | 287  | 275  | 285  | 274  | 263  | 263  | 262  | 261  |
|               | 1968 | 1982 | 1990 | 2006 | 2013 | 2015 | 2017 | 2019 | 2020 | 2022 |